# Karin Horn Evensen
Karin Horn Evensen (3 maart 1937) was een schaatsster uit Noorwegen in de jaren '50. Ze schaatste bij schaatsclub "Oslo SK". Ze deed twee keer mee aan het Noorse kampioenschappen schaatsen. In 1958 schaatste ze de laatste afstand niet en werd laatste. Het jaar erna, in 1959, won ze de bronzen medaille. 
In Oslo leerde ze de Nederlandse schaatser Femmo Brouwer kennen die in 1959 naar Noorwegen was verhuisd. In het begin van de jaren '60 trouwde ze. Ze woonden voor korte tijd in Nederland, maar dat was geen succes. Na een half jaar verhuisden ze weer terug naar Noorwegen en gingen in Gjøvik wonen. Hun kinderen deden ook kort aan schaatsen, maar kregen een grotere focus in het wielrennen. Hun zoon Espen Brouwer (geboren 1964) is twee keer Noors kampioen mountainbiken.

## Resultaten

### Noorse kampioenschappen
| Jaar | Resultaten  | Resultaten                             |
| ---- | ----------- | -------------------------------------- |
| 1958 | 5e Allround | 4e 500 m 5e 1000 m 5e 1500 m - 3000 m  |
| 1959 | Allround    | 3e 500 m 3e 1000 m 3e 1500 m 3e 3000 m |

## Persoonlijke records
| Afstand    | Tijd   | Datum           | Baan        |
| ---------- | ------ | --------------- | ----------- |
| 500 meter  | 54,3   | 7 februari 1959 | Lillehammer |
| 1000 meter | 1.52,5 | 7 februari 1959 | Lillehammer |
| 1500 meter | 3.00,9 | 7 februari 1959 | Lillehammer |
| 3000 meter | 6.32,4 | 7 februari 1959 | Lillehammer |